# Escape Dead Island
Escape Dead Island är ett survival horror-datorspel utvecklat av Fatshark och gavs ut av Deep Silver år 2014.
Spelet utspelar sig i en tropisk paradisö där en armé av zombier anfaller öborna och turisterna.

## Handling
Spelet utspelar sig på den fiktiva ön Banoi, strax utanför kusten av Papua Nya Guinea. Banoi beskrivs som ett vilt och otämjt paradis, ett himmelrike där man kan glömma sina bekymmer, sorger och besvär. Men något ont har kommit till paradiset, som för med sig kaos, galenskap och död. Zombier invaderar hela ön och för de överlevande så gäller det bara en sak att göra: att överleva.

## Gameplay
Spelet innehåller en öppen spelvärld som spelas i tredjepersonsperspektiv, och fokuserar på närstrider med zombier, fordonsstrider samt olika rollspelselement. Spelvärlden Banoi är mycket stor och innehåller en interaktiv strand/resort-område, en stad och en djungel.
Till skillnad från andra zombiespel med post-apokalyptiska teman så fokuserar Dead Island mer på närstrider istället för eldstrider och därför är närstridsvapen det bästa vapnen i spelet. Det finns ett par skjutvapen som man kan köpa från handlare på ön eller om spelaren utför ett uppdrag. Vapnen i spelet kan också uppgraderas och modifieras för att göra dem bättre. För att ändra ett vapen spelaren måste hitta följande: en arbetsbänk, en konstruktionslista, reservdelar och ett vapen.  Varje vapen har också en kvalitetsnivå som identifieras på dess färg: såsom Common (vita), Uncommon (gröna), Rare (blå), Unique (violetta) och Exceptional (orangea).
Spelet innehåller ett lättanvänt uppgraderingssystem som hjälper spelaren att snickra med sin spelkaraktärs karaktärsdrag och förmågor. Erfarenhetspoäng, som spelaren erhåller när man besegrar ett antal zombier eller slutför olika uppdrag, kan användas för att förbättra spelkaraktärens Fury, Combat och Survival-egenskaper. Var och en av dessa egenskaper har sin egen uppsättning av uppgraderingar.
De vanliga zombierna i spelet är mestadels tröga och svaga, men det finns många farligare typer av zombier, såsom Infected, floater, Ram, Butcher och Suicider-zombier, var och en med sina egna unika förmågor och styrkor.